# Kinh tế Đài Loan
Kinh tế Đài Loan là một nền kinh tế thị trường tư bản chủ nghĩa phát triển với kỹ nghệ cùng mức độ công nghiệp hóa cao. Năm 2019, GDP danh nghĩa của hòn đảo đạt 586,1 tỷ đô la Mỹ, thu nhập bình quân đầu người đạt mức 24,828 USD/người. Đài Loan là một quốc gia trong 4 con Rồng kinh tế của châu Á cùng với Hàn Quốc, Hồng Kông và Singapore, là một trong những nhà sản xuất vi mạch, máy tính, điện tử tiêu dùng với công nghệ tiên tiến bậc nhất trên thế giới. Quốc gia này hiện đang là nền kinh tế lớn thứ 7 ở châu Á, nằm trong nhóm các nền kinh tế tiên tiến của Quỹ Tiền tệ Quốc tế và được nằm trong nhóm các nền kinh tế có thu nhập cao của Ngân hàng Thế giới, và xếp thứ 15  trên thế giới theo Báo cáo Cạnh tranh Toàn cầu của Diễn đàn Kinh tế Thế giới. Đài Loan có một nền kinh tế tư bản phát triển xếp hạng đứng thứ 22 trên thế giới tính theo sức mua tương đương (PPP), đứng thứ 18 trên thế giới về tổng sản phẩm quốc nội (GDP) tính theo ngang giá sức mua trên đầu người (người) và thứ 24 về GDP danh nghĩa. Tính đến năm 2018, viễn thông, dịch vụ tài chính và dịch vụ tiện ích là ba lĩnh vực được trả lương cao nhất ở Đài Loan. Nền kinh tế của Đài Loan xếp hạng cao nhất châu Á trong Chỉ số Doanh nhân Toàn cầu 2015 (GEI) về các thế mạnh cụ thể. Hầu hết các ngân hàng lớn thuộc sở hữu của chính phủ và các công ty công nghiệp đã được tư nhân hóa, và bây giờ các doanh nghiệp thuộc sở hữu gia đình là những thành phần kinh tế chính ở Đài Loan. Với kế hoạch kinh tế tập trung vào kỹ thuật  theo luật thiết quân luật cho đến năm 1987, tăng trưởng thực tế của GDP đã đạt trung bình khoảng 8% trong ba thập kỷ qua. Xuất khẩu đã tăng nhanh hơn và kể từ Thế chiến II, đã cung cấp động lực chính cho công nghiệp hóa. Lạm phát và thất nghiệp thấp; thặng dư thương mại là đáng kể; và dự trữ ngoại hối là lớn thứ tư thế giới. Nông nghiệp đóng góp 3% vào GDP, giảm từ 35% vào năm 1952 và khu vực dịch vụ chiếm 73% nền kinh tế. Các ngành công nghiệp thâm dụng lao động truyền thống đang dần được đưa ra khỏi bờ và thay thế bằng các ngành công nghiệp thâm dụng vốn và công nghệ  trong giai đoạn tiền trưởng thành của ngành sản xuất trong các cuộc cạnh tranh kinh tế toàn cầu về chi phí lao động (chỉ số hiệu suất chính), tự động hóa (công nghiệp 4.0), hiện thực hóa thiết kế sản phẩm (nguyên mẫu), thương mại hóa công nghệ (đổi mới với kiến thức / thực tiễn), vật chất hóa khoa học (bằng sáng chế), phát minh khoa học (phát hiện khoa học từ phương pháp khoa học thực nghiệm) và phát triển tách khỏi sự phụ thuộc quá mức từ nhà sản xuất thiết bị gốc và mô hình nhà sản xuất thiết kế ban đầu, trong đó không có trường đại học nào từ Đài Loan lọt vào bảng xếp hạng Đại học 100 sáng tạo toàn cầu của Reuter, và nền kinh tế của Đài Loan có thể cần sự hợp tác quốc tế về Đại học, Nghiên cứu và Hợp tác công nghiệp về các cơ hội spin-off. Nền kinh tế Đài Loan là đối tác không thể thiếu trong Chuỗi giá trị toàn cầu của ngành công nghiệp điện tử. Linh kiện điện tử và máy tính cá nhân là hai lĩnh vực có thế mạnh quốc tế của ngành Công nghệ thông tin Đài Loan, có nghĩa là nền kinh tế của Đài Loan có lợi thế cạnh tranh về việc học hỏi từ các công nghệ tiên tiến của nước ngoài với chi phí thấp hơn để sản xuất và bán ra nước ngoài. Viện Công nghiệp thông tin nước này  với sự công nhận tầm quốc tế  chịu trách nhiệm phát triển ngành CNTT và công nghiệp CNTT & truyền thông  tại Đài Loan. Viện nghiên cứu công nghệ công nghiệp  với các đối tác toàn cầu  là trung tâm nghiên cứu tiên tiến về công nghệ ứng dụng cho nền kinh tế của Đài Loan. Tổng cục Ngân sách, Kế toán và Thống kê  và Bộ Kinh tế  công bố các chỉ số kinh tế chính của nền kinh tế Đài Loan. Viện nghiên cứu kinh tế Chung-Hua cung cấp dự báo kinh tế đi đầu cho nền kinh tế Đài Loan  và nghiên cứu chính thức về quan hệ kinh tế song phương với ASEAN của Trung tâm nghiên cứu ASEAN Đài Loan (TASC). Sở giao dịch chứng khoán Đài Loan là sàn chủ nhà của các công ty niêm yết của các ngành công nghiệp địa phương tại Đài Loan với các chỉ số tài chính có trọng số trong FTSE Taiwan Index và MSCI Taiwan Index.
Thương mại quốc tế được chính thức hỗ trợ bởi Hội đồng Phát triển đối ngoại và thương mại Đài Loan. Các nhà đầu tư và doanh nghiệp Đài Loan đã trở thành nhà đầu tư lớn ở Trung Quốc đại lục, Việt Nam, Thái Lan, Indonesia, Philippines và Malaysia. Do chính sách tài chính bảo thủ và ổn định  của Ngân hàng Trung ương Trung Hoa Dân Quốc (Đài Loan) và các thế mạnh kinh doanh, Đài Loan chịu ít thiệt hại từ cuộc khủng hoảng tài chính 1997-1999 so với nhiều nền kinh tế trong khu vực. Hai ngân hàng lớn ở Đài Loan là Ngân hàng Đài Loan và Ngân hàng Thương mại Quốc tế Mega, nhưng ngành tài chính không phải là ngành công nghiệp quốc tế lớn ở Đài Loan. Không giống như nước láng giềng Nhật Bản và Hàn Quốc, các doanh nghiệp vừa và nhỏ chiếm một tỷ lệ đáng kể trong các doanh nghiệp ở Đài Loan. Đài Loan được coi là một trong những nền kinh tế mới công nghiệp hóa sau mười dự án xây dựng lớn kể từ những năm 1970. Từ những năm 1990, nền kinh tế của Đài Loan đã áp dụng tự do hóa kinh tế với các cải cách pháp lý liên tiếp. Sàn giao dịch kim loại Luân Đôn, sàn giao dịch chứng khoán kim loại lớn nhất thế giới, đã chấp thuận Cao Hùng, Đài Loan là điểm giao hàng tốt cho nhôm chính, hợp kim nhôm, đồng, chì, niken, thiếc và kẽm và là địa điểm thứ chín của LME tại châu Á vào ngày 17 tháng 6 năm 2013, cho các hợp đồng tương lai về kim loại và sản xuất công nghiệp của sự hội nhập toàn cầu của nền kinh tế Đài Loan. Nền kinh tế của Đài Loan có mật độ tập trung cửa hàng tiện lợi hiện đại cao nhất thế giới. Hệ thống thuế gián tiếp của nền kinh tế Đài Loan bao gồm Thuế doanh thu gộp (GBRT) (thuế biên lai gộp) và thuế giá trị gia tăng. Nền kinh tế của Đài Loan được xếp hạng thứ 15 trong tổng số 20 thành phố điểm đến hàng đầu toàn cầu theo số lượng khách truy cập qua đêm quốc tế (2014) theo Chỉ số thành phố điểm đến toàn cầu 2014 của MasterCard. Trà sữa trân châu có nguồn gốc từ Đài Loan.
Đài Loan là thành viên của Ngân hàng Phát triển Châu Á (ADB), Tổ chức Thương mại Thế giới (WTO) và Hợp tác Kinh tế Châu Á-Thái Bình Dương (APEC). Đài Loan cũng là một quan sát viên  tại Tổ chức Hợp tác và Phát triển Kinh tế (OECD) dưới tên gọi " Đài Bắc Trung Hoa ", và là thành viên của Phòng Thương mại Quốc tế với tên gọi "Đài Bắc Trung Hoa". Đài Loan đã ký Thỏa thuận khung hợp tác kinh tế với Cộng hòa Nhân dân Trung Hoa vào ngày 29 tháng 6 năm 2010. Đài Loan cũng đã ký hiệp ước thương mại tự do với Singapore và New Zealand. Đài Loan đang tìm cách tham gia Hiệp định Đối tác xuyên Thái Bình Dương không muộn hơn năm 2020 nếu các yêu cầu kinh tế được đáp ứng. Nền kinh tế của Đài Loan cũng đã đăng ký làm thành viên của Ngân hàng Đầu tư Cơ sở hạ tầng châu Á năm 2015. Năm đối tác thương mại hàng đầu của Đài Loan trong năm 2010 là Trung Quốc, Nhật Bản, Hoa Kỳ, Liên minh Châu Âu và Hồng Kông.
Nền kinh tế của Đài Loan, so với các nền kinh tế lớn khác trong khu vực, là "ở ngã ba đường", và phải đối mặt với sự thiệt thòi về kinh tế trong nền kinh tế thế giới, ngoài việc quốc tế hóa, trả lương thấp cho nhân viên và triển vọng không chắc chắn để thăng chức nhân viên, dẫn đến tài năng nhân sự tìm kiếm cơ hội nghề nghiệp ở những nơi khác trong khu vực châu Á - Thái Bình Dương và các doanh nghiệp ở Đài Loan phải chịu đựng nhiều nhất từ quy mô của các doanh nghiệp vừa và nhỏ với doanh thu yếu hơn dự kiến hoạt động kinh doanh bận rộn cho bất kỳ xem xét mở rộng hơn nữa, và nói chung cản trở bất kỳ nỗ lực chuyển đổi kinh tế của Đài Loan từ chính phủ Đài Loan. Tổ chức Thương mại Thế giới cũng đã xem xét triển vọng kinh tế của Đài Loan trong năm 2010  Dự báo công nghiệp quốc tế về sản xuất chất bán dẫn, là ngành công nghiệp hàng đầu của nền kinh tế Đài Loan, phải đối mặt với sự cạnh tranh to lớn phía trước với các đối tác Mỹ. Để kết luận, đối mặt với sự thất bại của Thị trường từ các ảnh hưởng bên ngoài, chính phủ Đài Loan cần chính sách công nghiệp được cân nhắc kỹ lưỡng  để thích ứng với bối cảnh kinh tế mới, và vì một nền kinh tế đảo thiếu tài nguyên thiên nhiên và tương đối thấp hơn nhu cầu tổng hợp trong nước, nguồn nhân lực có trình độ học vấn cao của Đài Loan  sẽ đóng góp rất lớn cho quản lý Đổi mới giá trị gia tăng  để mở rộng  thương mại quốc tế của Đài Loan.